# Jordanita anatolica
Jordanita anatolica là một loài bướm đêm thuộc họ Zygaenidae. Loài này có ở Nakhchivan, miền nam Thổ Nhĩ Kỳ, Cộng hòa Síp, Syria, Liban, Israel, Jordan, Ai Cập và đông bắc Libya. Về phía đông, chúng phân bố tới Iraq và Iran.
Chiều dài cánh trước khoảng 8,8-10,5 mm đối với con đực và 7,9-9,2 mm đối với con cái.
Ấu trùng ăn các loài Echinops spinosus. Chúng ăn lá cây nơi chúng sống.

## Phân loài
- Jordanita anatolica anatolica
- Jordanita anatolica kruegeri (Turati, 1930) (Libya, Egypt)